# Copán
Copán war eine im heutigen Staat Honduras gelegene bedeutende Stadt der Maya während der klassischen Periode (etwa 250 bis 900). Im 8. Jahrhundert erlebte sie ihre Blütezeit, wurde bald darauf jedoch verlassen und verfiel, wie die meisten anderen Maya-Städte im Tiefland der Halbinsel Yucatán.
Die Ruinenstätte wird seit Mitte des 19. Jahrhunderts erforscht und gehört seit 1980 zum Weltkulturerbe der UNESCO. Wie der historische Name der Stadt lautete, ist noch nicht vollständig geklärt.

## Geographische Lage

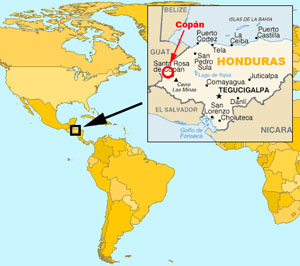
Die Lage von Copán

Die Ruinenstätte von Copán liegt im Tal des Río Copán im äußersten Westen von Honduras unweit der heutigen Stadt San José de Copán im Departamento Copán auf etwa 600 Metern über dem Meeresspiegel; die Stadt befindet sich somit am östlichen Rand des von den Maya bewohnten Gebiets. Entlang des Flusses erstrecken sich fünf kleine Ebenen, deren größte mit etwa 13 Quadratkilometern die sogenannte Copán Pocket ist, in der auch die Stadt liegt. Flankiert wird das Tal von bis zu 2000 Meter hohen Bergen, die es von zerstörerischen Wettereinflüssen, etwa großen Wirbelstürmen, weitgehend abschirmen. Diese Lage verhindert auch, dass schwüle Luftströmungen die Region erreichen, was zu einem gemäßigt heißen Tropenklima führt. Im ehemaligen Gebiet der Maya kam dies in nur wenigen Städten vor, etwa in Toniná oder Chinkultic.
Der Río Copán stellte nicht nur die Wasserversorgung sicher, sondern überflutete die Copán Pocket bis ins 8. nachchristliche Jahrhundert hinein
jedes Jahr und erneuerte durch die Ablagerungen die Bodenfruchtbarkeit. Kaum einen halben Kilometer vom Zentrum der Stadt entfernt befindet sich ein Vorkommen von grünem Tuffstein, der an dieser Stelle von verhältnismäßig stabiler Konsistenz ist. Aus diesem Material fertigten die Maya die unzähligen Stelen und Skulpturen; auch Gebäude wurden damit errichtet. In der weiteren Umgebung gibt es die größte Fundstätte von Jade in ganz Mesoamerika sowie ein kleines Obsidianvorkommen. Diese beiden Materialien nutzten die Einwohner zur Herstellung von Schmuck und Werkzeugen. Außerdem wurde noch eine Fundstätte von Granit für die Herstellung von Mahlsteinen sowie eine Lehmgrube für Keramiken benutzt. Für die Maya bot das Tal also eine Vielzahl von Vorteilen, die den Aufstieg Copáns begünstigten.

## Die Stadt
Copán wird durch die im Zentrum gelegene „Hauptgruppe“ dominiert, eine zentral gelegene Ansammlung von Gebäuden und auch Gebäudekomplexen mit einer Fläche von rund 12 Hektar. Sie wird wiederum durch eine große freie Fläche in eine nördliche und eine südliche Hälfte geteilt. Der nördliche Teil umfasst mit drei Stufenreihen, an die sich mehrere Plattformen anschließen, den „Großen Platz“, auf dem mehrere Stelen mit in Maya-Hieroglyphen verfassten Inschriften stehen. Die sogenannte Akropolis bildet dagegen neben einigen kleineren Bauten den Südteil der Hauptgruppe und besteht aus einer Vielzahl von Terrassen und Plattformen, auf denen sich wiederum weitere Gebäude erheben. Von der großen Fläche, die die Hauptgruppe teilt, führen zwei mit Kalk bedeckte Dammstraßen (Sacbeob) in nord-südlicher und ost-westlicher Richtung zu vier großen Wohngebieten, die vor allem von Adeligen bewohnt wurden. Dort lebte auch deren Hofstaat und eine Vielzahl von Handwerkern; der Herrscher der Stadt wohnte allerdings in seiner Residenz in der Hauptgruppe. Das einfache Volk besaß als Unterkünfte nur einfache Pfahlbauten.

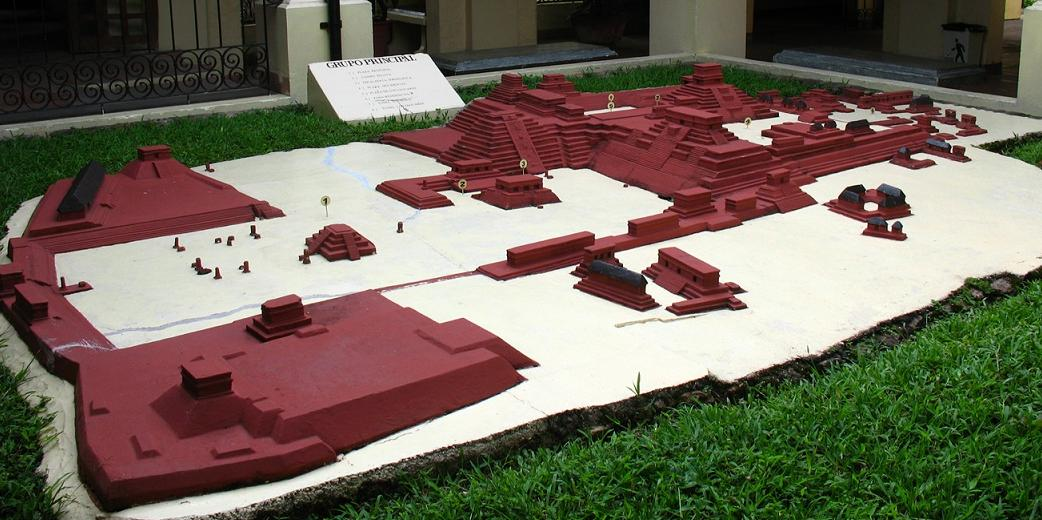
Modelldarstellung der Hauptgruppe: der südliche Teil (links) ist durch den Großen Platz von der Akropolis und den ihr angeschlossenen Gebäuden getrennt.

Die Anordnung der Gebäude und Komplexe nach dem viergeteilten Schema spiegelt das Weltbild der Maya wider. Die vier Wohnbezirke stellen die vier Himmelsrichtungen dar; die Dammstraßen selbst symbolisieren die Achsen des Kosmos, wobei besonders auf die Ost-West-Achse Wert gelegt wurde. Durch die Anlage der Herrscherresidenz im Zentrum wurde auf den speziellen Status des Königs als Bewahrer der Harmonie von göttlicher und menschlicher Welt hingewiesen. Die Stadt, mit der Hauptgruppe als Zentrum, ist damit nicht nur eine Wiedergabe der Ordnung des Kosmos, sondern auch der irdischen Welt. Die Ausrichtung nach dem Weltbild bestimmte auch die Errichtung von Gebäuden oder einzelnen Räumen. Dieses Schema ist mit einigen Variationen in fast allen Maya-Städten erkennbar, doch in Copán gilt es als besonders ausgeprägt.
Da Copán durch seine Lage eine Art Außenposten des Maya-Gebietes darstellte, fand dort ein reger Warenhandel statt. Handwerker stellten Schmuck aus Muscheln und Obsidianklingen her, der vor allem an Städte im Norden geliefert wurde. Bemerkenswert hierbei ist, dass es im ganzen Maya-Gebiet kein einziges großes Obsidianvorkommen gibt; das Material wurde vor allem aus der zentralmexikanischen Stadt Teotihuacán eingeführt. Der Einfluss dieser Metropole zeigt sich in vielen klassischen Städten der Maya und beschränkte sich nicht nur auf wirtschaftliche Aspekte, sondern lässt sich auch in Kunst und Architektur erkennen. Inwieweit dieser Einfluss nur durch Handel zustande kam oder auch durch militärische Eroberungen, ist bislang nicht vollständig geklärt. Zumindest für Tikal ist eine solche Eroberung für das Jahr 378 nach Christus erwiesen.
Im Folgenden sollen die wichtigsten Strukturen, Gebäude und Monumente näher beschrieben werden. Freilich gibt es in Copán sehr viel mehr Bauten als die unten beschriebenen, doch soll hier nur ein Überblick gegeben werden. Für detaillierte Informationen über die anderen Bauwerke sei auf die am Ende des Artikels angegebene Literaturliste und die Weblinks verwiesen.

### Die Akropolis
Den Großteil der südlichen Hälfte der Hauptgruppe nimmt die fast exakt in Nord-Süd-Richtung ausgerichtete Akropolis ein. Sie hat einen annähernd rechteckigen Grundriss und war zur Zeit der Maya das religiöse und politische Zentrum der Stadt. Die Akropolis ist ein Konglomerat aus vielen einzelnen Gebäuden, Plattformen und Terrassen, die alle zu verschiedenen Zeiten errichtet wurden. Die meisten Bauten sind um zwei Plätze gruppiert, den östlichen und den westlichen Hof, zwischen denen sich der massive Tempel 16 erhebt. Im Süden schließt sich eine Ansammlung von wesentlich kleineren Wohnhäusern an, die einen Platz umschließen, der von den Bewohnern der heutigen Siedlung El Cemeterio („Der Friedhof“) genannt wird. Diesen Namen erhielt er, nachdem Forscher von der Carnegie Institution of Washington dort mehrere Gräber von Bewohnern der Wohnhäuser entdeckt hatten.
Mit der Errichtung der ersten Bauten der heutigen Akropolis wurde etwa 400 nach Christus begonnen. Im Laufe der Zeit wurden alte Gebäude niedergerissen oder von neueren und größeren überbaut, bis schließlich mit der Errichtung von Tempel 16 um 800 nach Christus der heute sichtbare Gebäudekomplex mit seinen Innenhöfen entstanden war. In heutiger Zeit bemühen sich die Archäologen, besonders die überbauten und somit heute verborgenen Bauten zu erforschen, um auch Erkenntnisse über die Frühzeit Copáns, also auch die Zeit der Präklassik, zu erlangen, da erwartet wird, dass sich darunter noch Hinweise auf zahlreiche frühere Strukturen verbergen. Allerdings hat der Río Copán im Laufe der Zeit besonders den östlichen Teil der Akropolis unterhöhlt und somit einige Bauwerke dort zerstört.
Die Akropolis beheimatete nicht nur den Verwaltungsapparat und die Residenz des Ajaw, sondern stellte in der Gesamtheit seiner Gebäude ein Spiegelbild der Maya-Mythologie dar. Ein Beispiel dafür ist etwa der am östlichen Innenhof gelegene Tempel 22, der zu Beginn des 8. Jahrhunderts errichtet wurde und den Berg Mo'Witz darstellt, den Ort, an dem nach einer Legende der Mais erschaffen wurde und der auch Sitz einer Schutzgottheit der Stadt Copán ist.

### Der Ballspielplatz

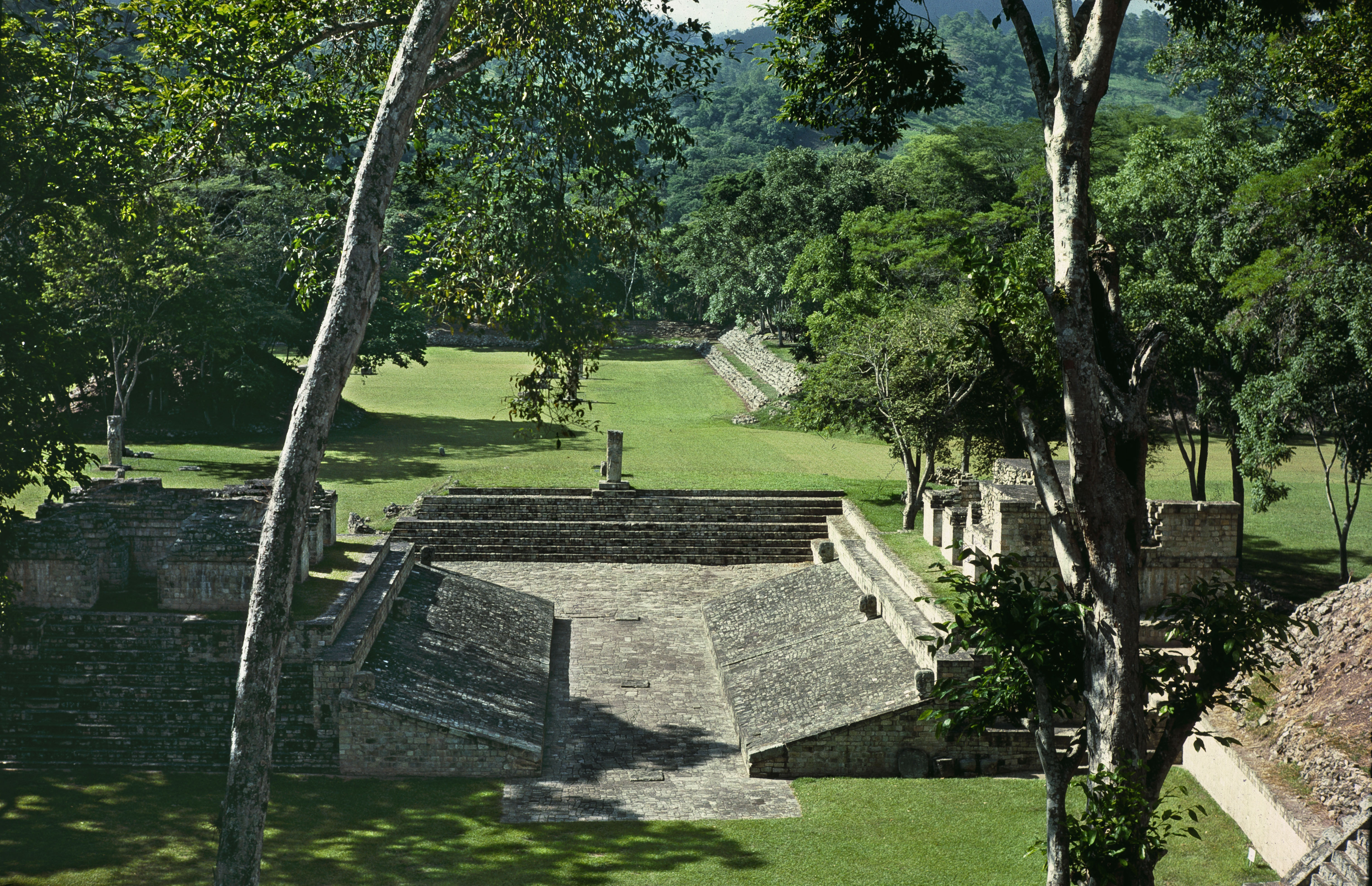
Der große Ballspielplatz von der Akropolis gesehen

Der Spielplatz von Copán für das mesoamerikanische Ballspiel ist nach der Anlage in Chichén Itzá der zweitgrößte, der je im Gebiet der Maya entdeckt wurde. Er liegt in der freien Fläche, die die beiden Hälften der Hauptgruppe trennt. Sein Spielfeld wird von zwei aus Tuffstein errichteten Böschungen so eingegrenzt, dass es ungefähr die Form des römischen Buchstaben „I“ einnimmt. An jede Böschung grenzt etwas erhöht je ein Gebäude an, das möglicherweise als Aufenthaltsraum für Zuschauer gedacht war. Entlang der Längsachse des Spielfeldes sind drei steinerne Markiersteine in den Boden eingelassen.
Die Bewohner der Stadt legten den ersten Ballspielplatz bereits im 5. Jahrhundert nach Christus unter dem ersten König Copáns an. Er wurde mehrere Male überbaut; der heutige Platz stammt aus dem frühen 8. Jahrhundert, der Zeit von König „18 Kaninchen“. Auch diese Anlage weist auf einen zentralen Mythos der Maya hin, nämlich den Ursprung des Ballspiels. Auf dem nördlichen Markierstein sind die beiden Brüder Junajpu und Xb’alanke zu sehen, die mythischen ersten Ballspieler, die in der Unterwelt gegen die Götter antraten und durch eine List siegten. Auch der gegenüberliegende Stein zeigt eine Szene aus dieser Geschichte, während sich 18 Kaninchen auf dem mittleren Markierstein als Ballspieler im Wettstreit gegen die Götter abbilden ließ. Der gesamte Ballspielplatz symbolisierte somit einen Eingang zur Unterwelt.

### Tempel 26

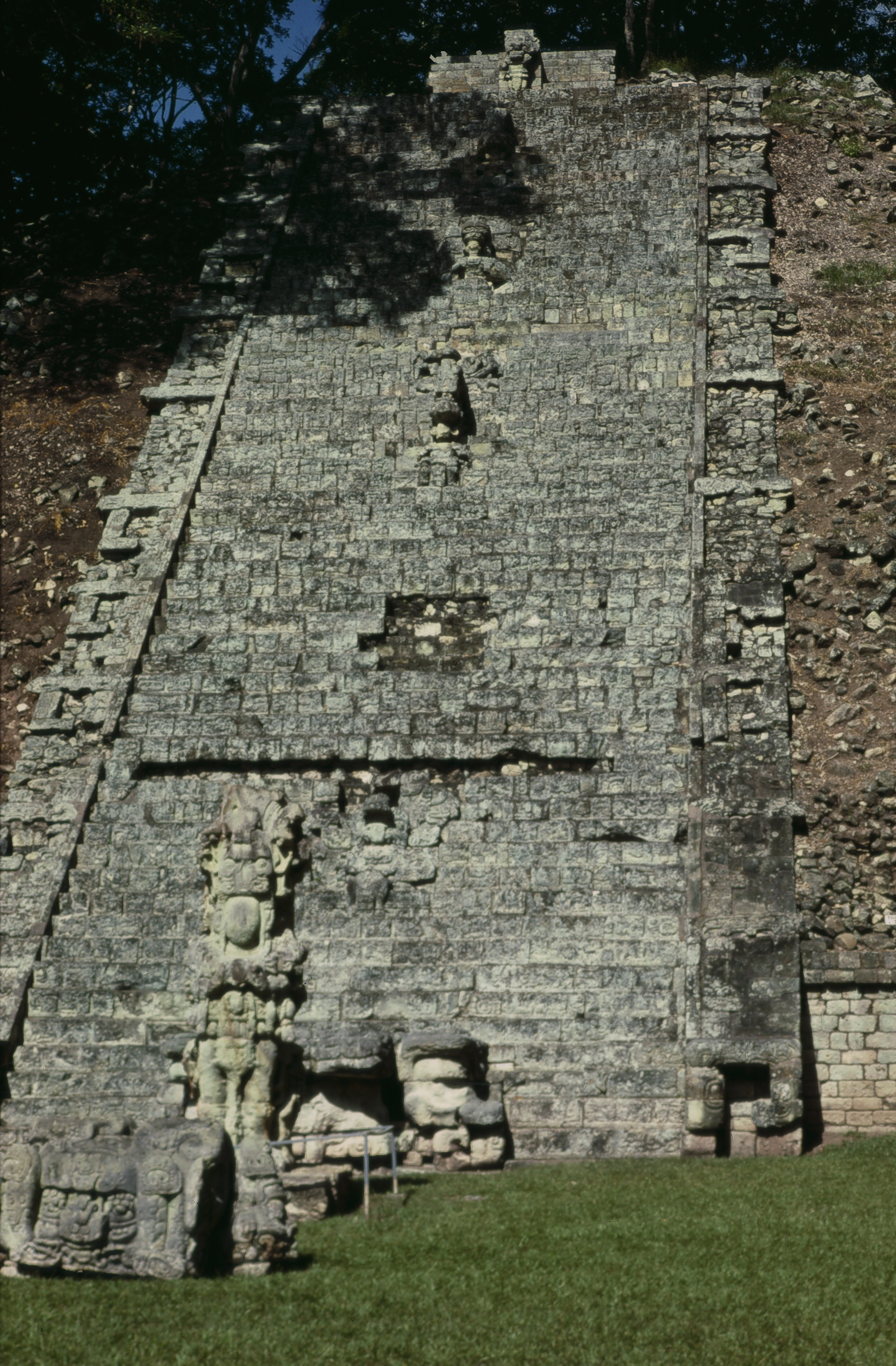
Die Hieroglyphentreppe

Am Nordrand der Akropolis steht der zwischen 738 und 756 erbaute Tempel 26. Diese Stufenpyramide ist vor allem wegen der Hieroglyphentreppe bekannt, die an der Frontseite zu dem kleinen Heiligtum an der Spitze des Tempels führt. Die 2200 Hieroglyphenblöcke, verteilt auf 55 Stufen, berichten von der Geschichte Copáns, beginnend mit dem Begründer der Herrscherlinie der Stadt. Die Treppe stellt in ihrer Gesamtheit den längsten in Stein gemeißelten Text in Maya-Schrift dar.
Im Treppenaufgang stehen sechs Figuren, die Könige von Copán darstellen. Sie tragen jedoch, anders als auf früheren Statuen, die Tracht der Krieger der zu diesem Zeitpunkt schon untergegangenen Stadt Teotihuacán. Erstmals tritt hier der bislang vorherrschende mythologische Aspekt zugunsten einer kriegerischen Darstellung in den Hintergrund, vermutlich aufgrund des einige Jahre vor dem Baubeginn erfolgten Überfalls der Stadt Quiriguá. Auch das Heiligtum am oberen Ende der Treppe weist auf einen wieder erstarkten kulturellen Einfluss Teotihuacáns hin, denn in ihm befinden sich zwei Inschriften aus dem Jahr 751, wobei ähnlich wie beim Stein von Rosette derselbe Text zweimal in verschiedenen Sprachen verfasst wurde, einerseits in der Schrift der Maya, andererseits in den Hieroglyphen von Teotihuacán.
Wie so viele andere Tempel überdeckt auch hier der heutige Bau einige ältere Tempel. So entstand das erste Bauwerk am Ort von Tempel 26, der sogenannte „Papagayo“, gegen Mitte des 5. Jahrhunderts. Dieses ließ der vierte König von Copán zum Teil einreißen und mit einem Tempel überbauen, der um 600 wiederum überbaut wurde. Es folgte noch ein weiterer Bau darüber, bis schließlich der heute sichtbare Tempel 26 entstanden war.
Im 16. oder 17. Jahrhundert wurde der gesamte Tempel durch ein Erdbeben in Mitleidenschaft gezogen. Dabei gerieten alle Stufen über der 15. Stufe wie ein Erdrutsch in Bewegung. Die Zeichen der höheren Stufen sind heute willkürlich eingesetzt, der Text dieses Teils der Inschrift ist nicht mehr zu rekonstruieren. Unter dem Tempel selbst fand man auch einige Gräber aus der frühen Klassik, aber die Grabstätte von „Rauch-Hörnchen“, dem Herrscher, unter dem das Gebäude fertiggestellt wurde, wurde bis jetzt noch nicht entdeckt.

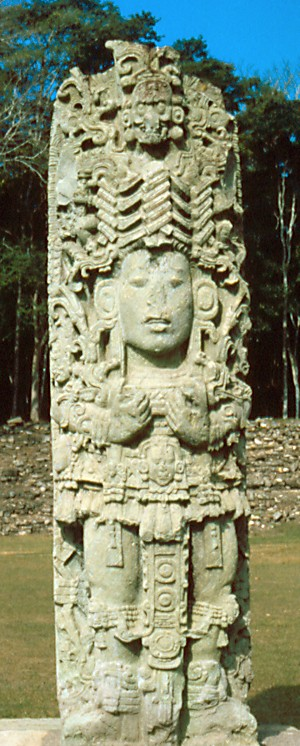
Stele A, errichtet 731 von Waxaclajuun Ub'aah K'awiil

### Altar Q

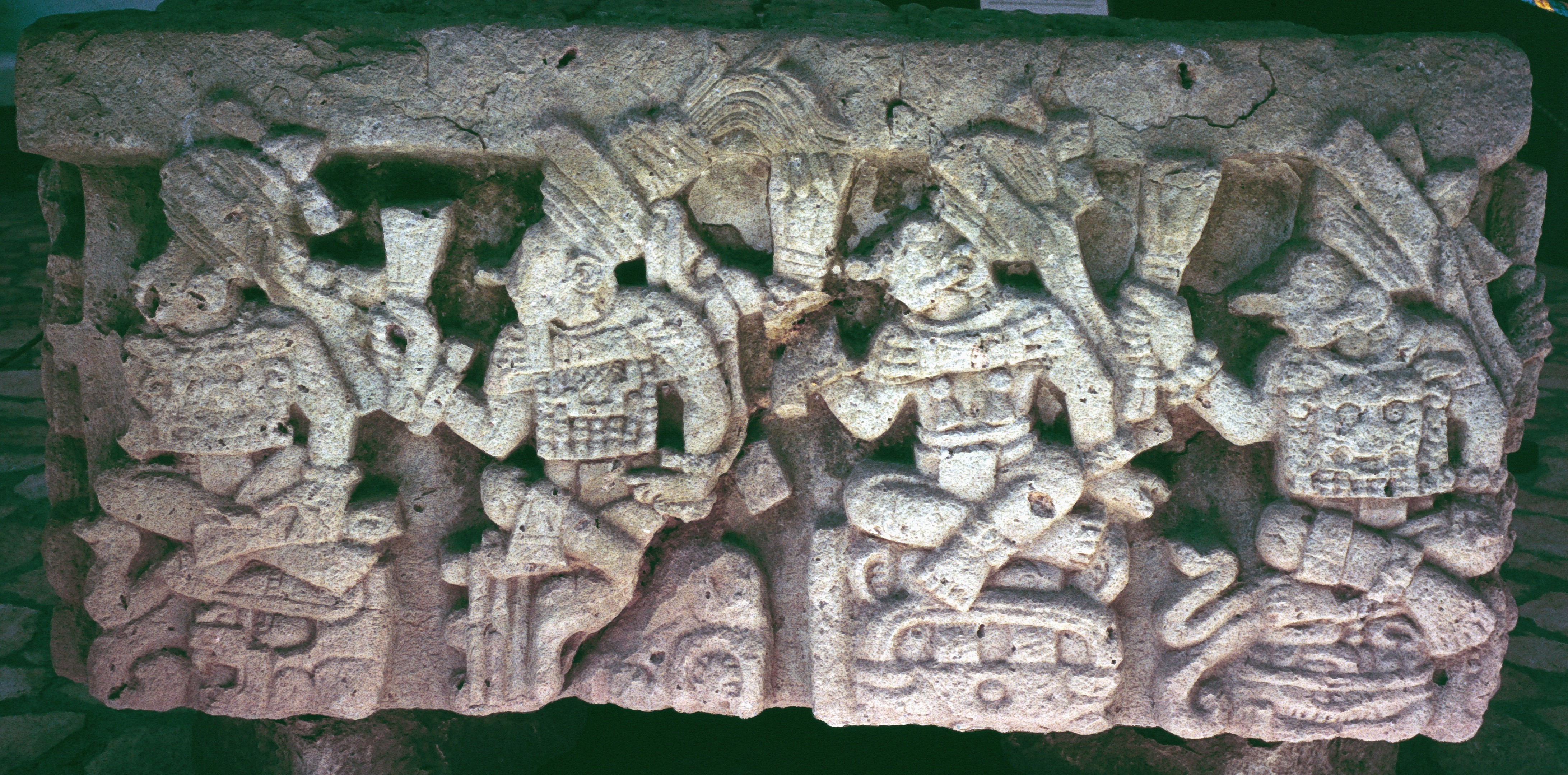
Altar Q

Der quaderförmige Altar Q stand im Westhof der Akropolis vor dem größten Gebäude von Copán, dem Tempel 16, er befindet sich jetzt im Copán Sculpture Museum. Wie auch die Hieroglyphentreppe gibt er Aufschluss über die dynastische Geschichte der Stadt. Auf seinen vier Seiten sind jeweils vier reich gekleidete Personen abgebildet, die der Reihe nach im Schneidersitz auf Hieroglyphen sitzen. Auf der Vorderseite sitzt Yak Kuk Mo dem letzten der Reihe, Yax Pac, gegenüber, welchem er einen Stab überreicht. Zwischen ihnen befindet sich eine Datumshieroglyphe, die das Jahr 763 angibt.
Es gab seit der ersten Beschreibung des Altars Mitte des 19. Jahrhunderts mehrere Versuche, die Bedeutung der 16 abgebildeten Personen herauszufinden. Man vermutete zunächst eine Versammlung von Astronomen oder ein politisches Treffen; erst ab den späten siebziger Jahren konnte mit Hilfe der Hieroglyphentreppe nachgewiesen werden, dass auf dem Altar die bis 763 regierenden 16 Könige abgebildet werden. Die erste Person stellt also den ersten König von Copán dar, der seinem Nachfolger, dem sechzehnten in der Ahnenreihe, mit dem Stab symbolisch die Legitimation für die Herrschaft überreicht. Die Datumshieroglyphe bezeichnet also den Tag der Inthronisation des neuen Königs. Auch auf dem Altar zeigt sich der zur Zeit der Errichtung erstarkende Einfluss von Teotihuacán, denn der erste König der Dynastie trägt hier keinen Maya-typischen, sondern einen rechteckigen Schild, wie er in Teotihuacán üblich war. Auch seine weit aufgerissenen Augen – ein Merkmal des teotihuacánischen Gottes Tlaloc – deuten darauf hin.

### Die Stelen
Im Tal des Río Copán erstreckt sich auf einer Länge von rund 20 Kilometern ein wahres Netzwerk von steinernen Stelen. Die von den Maya lakam tuun („Großer Stein“) genannten Pfeiler tragen an allen Seiten Verzierungen, Gravierungen oder Inschriften, die über das Leben der dargestellten Könige oder deren Handlungen berichten. Vor der Errichtung mussten die Bewohner die tonnenschweren Steinpfähle oft erst steile Berghänge hinauf transportieren. Aufgestellt wurden die Stelen meist zu kalendarischen oder politischen Jubiläen. Der Großteil stammt aus der Zeit des Königs „Rauch-Jaguar Imix-Ungeheuer“, darunter auch die Stelen auf dem „Großen Platz“. Unter seinem Enkel „18 Kaninchen“ entwickelte man jenen lebendigen Stil, für den Copán heute bekannt ist.
Viele der Stelen, aber auch Schreine oder Altäre, die am Rand der Stadt aufgestellt wurden, markierten gleichzeitig eine Öffnung zu einer kosmischen Ebene, also dem jeweiligen Stadtviertel, das in den Inschriften auch oft direkt als solche bezeichnet wurde. Ihr sonstiger Zweck ist noch nicht sicher geklärt: man vermutet, dass sie als Abgrenzung des vom König beherrschten Gebietes dienten oder möglicherweise auch als Beobachtungsstationen. Eine andere, ältere Variante, der zufolge mehrere Stelen astronomische Beobachtungslinien markierten, gilt dagegen mittlerweile als unwahrscheinlich, da die dafür nötigen Sichtlinien durch hohe Berge unterbrochen werden.

## Geschichte

### Besiedelung in der Präklassik
Eine Besiedelung des Tals von Copán lässt sich bis etwa 1300 vor Christus zurückverfolgen. Die ersten Menschen in der Region ließen sich größtenteils an den Schwemmböden im Tal nieder, aber auch an den Berghängen wurden Spuren entdeckt. In einigen Metern Tiefe fand man mit den Überresten eines kleinen Wohnhauses die ältesten Spuren menschlicher Besiedelung im Tal. Die Hütte stammt aus der Frühen Präklassik (etwa 1300 bis 1000 vor Christus) und befindet sich einige hundert Meter östlich der Hauptgruppe. Die Motive auf den dort gefundenen Keramikgegenständen haben Ähnlichkeit mit Motiven, die in den heutigen Staaten Guatemala und El Salvador und sogar im mexikanischen Bundesstaat Chiapas gefunden wurden. Da es in der Bodenlage darüber auf einer Dicke von einem halben Meter keine Funde gibt, wird angenommen, dass das Tal nach der Frühen Präklassik für einige Zeit nicht besiedelt war.
1978 fanden Archäologen am selben Ort, aber etwas näher an der Oberfläche, Hinweise auf rund 50 Strukturen, die um ein knappes Dutzend freier Flächen gruppiert waren. Die ebenfalls in den siebziger Jahren gemachten Funde aus der Mittleren Präklassik (etwa 900 bis 300 vor Christus) bestehen dagegen hauptsächlich aus Keramiken und einigen Gräbern. Aus dieser Zeit stammt auch der früheste bislang entdeckte Steinbau, eine Plattform mit den Ausmaßen von sechs mal 13 Metern. Kurze Zeit nach ihrer Errichtung wurde eine zweite Plattform erbaut, unter der wiederum mehrere Gräber mit Keramiken und Jadeschmuck gefunden wurden. Die Jadegegenstände gehören zu den ältesten Funden dieser Art in ganz Mesoamerika.
Funde aus der Späten Frühklassik sind eher rar. Anders als an anderen Orten der Maya scheint es also in diesem Zeitraum keine Weiterentwicklung von Kultur und Gesellschaft gegeben zu haben; weshalb, ist noch nicht geklärt. Dementsprechend gibt es keine Inschriften aus einer früheren Epoche als der Frühklassik. Erst ab etwa 100 n. Chr. lässt sich auch kultureller Aufschwung anhand des Aufkommens von polychromer Keramikverzierungen und der erneuten Errichtung von bescheidenen steinernen Plattformen nachweisen. Trotz dieser Entwicklungen erreichte das Gebiet von Copán in der Präklassik aber bei weitem nicht die Bedeutung der großen Zentren der Epoche.

### Aufstieg und Blütezeit
Bis zur Frühklassik (etwa 250 bis 400 n. Chr.) besaß Copán praktisch keine überregionale Bedeutung; erst später wurde auf einer Inschrift erwähnt, dass K’inich Yax-K’uk’-Mo’ („Große Sonne Grüner Quetzal-Ara“), im Jahre 426 nach Copán gekommen sei und eine Dynastie begründet habe. Zu dieser Zeit war Copán vermutlich noch eine recht kleine Siedlung ohne größere Steinbauten.
Für die nachfolgenden sieben Herrscher gibt es keine wesentlichen Informationen; es existieren nicht einmal Inschriften, die ihre Geburts-, Inthronisations- oder Sterbedaten nennen; sie werden nur auf dem sehr viel später errichteten Altar Q namentlich benannt. Von den beiden nächsten Angehörigen der Dynastie von Copán, „Gespaltener Mond Blatt-Jaguar“, der den Thron 553 bestieg und im Alter von 40 Jahren starb, und Butz Chan („Rauchender Himmel“), der von 578 an fast fünfzig Jahre regierte, gibt es immerhin einige Lebensdaten. Der vermutlich um 613 geborene „Rauch-Jaguar Imix-Ungeheuer“ oder kurz „Rauch-Imix“ ist dann der erste Herrscher, für den sich einzelne Bauvorhaben nachweisen lassen. Er befahl die Aufstellung von zahlreichen Stelen entlang des Tals von Copán. Auch der Nordteil der Hauptgruppe ist zu einem großen Teil unter ihm entstanden.
Die Bautätigkeit stieg unter König Waxaklajuun Ub’aah K’awiil („18 Kaninchen“, Herrscher ab 710) nochmal sprunghaft an. Während einerseits die zahlreichen heute noch sichtbaren Stelen auf dem Großen Platz errichtet wurden, wozu man auch einige Bauten abriss und ihren Untergrund einebnete, überbaute man viele der damals stehenden Gebäude der Akropolis neu oder renovierte sie, ebenso wie den Ballspielplatz. 18 Kaninchen ließ sich auch in seiner Eigenschaft als Herrscher von Copán mit seiner Frau auf einer Stele darstellen, in deren Inschrift die Stadt neben Palenque, Tikal und Calakmul als eine der vier großen Städte der Maya bezeichnet wird, was darauf hindeutet, dass Copán zu dieser Zeit eine immense Machtfülle besaß. Der König wurde nach einem Überfall der Stadt Quiriguá im Jahre 736 gefangen genommen und dort enthauptet, was in Quiriguá in zahlreichen Inschriften gefeiert wird. Vom nächsten Ajaw, K’ak’ Joplaj Chan K’awiil’ („Drei Tod“), der elf Jahre lang regierte, fand man bislang keine bedeutsamen Berichte, doch sein Nachfolger K’ak’ Yipyaj Chan K’awiil („Rauch-Hörnchen“), der 749 den Thron bestieg, initiierte die Errichtung von Tempel 26, der vor allem für die sogenannte Hieroglyphentreppe bekannt ist.

### Verfall und Untergang
Rauch-Hörnchen hatte eine Frau aus der Dynastie von Palenque geheiratet, die einen Sohn namens Yax Pasaj Chan Yoaat („Sonnenaufgang“) zur Welt brachte. Nach dem Tod seines Vaters wurde Sonnenaufgang König von Copán, doch mit seiner Thronbesteigung erlangten erstmals auch die Brüder eines Herrschers größere Bedeutung. Zwar gibt es keine Anzeichen dafür, dass der König einen Teil seiner Macht verloren hatte, aber sie stellten ihren Reichtum und ihr Ansehen erstmals auf Kunstwerken offen zur Schau. Diese Zeit brachte auch das größte Bauprogramm auf den Weg, das alle bisherigen Vorhaben in der Stadt in ihrem Ausmaß in den Schatten stellte. Allerdings waren die Bau- und Kunstwerke, die aufgestellt oder erneuert wurden, in ihrer Qualität äußerst minderwertig; es musste sogar ein baufälliger Tempeleingang noch während Sonnenaufgangs Regierungszeit wieder zugemauert werden. Auch die künstlerische Sorgfalt ließ im Vergleich zu früheren Zeiten sehr nach. Eine Skulptur, die vielleicht die Machtübergabe an Sonnenaufgangs Nachfolger zeigt, trägt die letzte kalendarische Inschrift von Copán und ist auf den 6. Februar 822 datiert.
Über die Jahrhunderte hinweg war die Bevölkerung der Stadt immens angewachsen, möglicherweise zuletzt bis auf 25–30.000 Menschen. Zunächst waren nur die Talflächen landwirtschaftlich genutzt worden; ab 650 schien dies auch nach Intensivierung nicht mehr zur Versorgung der Bevölkerung ausgereicht haben, weshalb man auch auf die Berghänge auswich und dort Nutzpflanzen anbaute. Dies führte zur Abholzung der Wälder, die nun, da Copán immer mächtiger wurde, auch als Holzlieferant für die zahlreichen Prunkbauten der Könige dienten. Zusätzlich benötigten die Menschen das Holz der Wälder auch als Brennmaterial. Durch die Abholzung kam es auf den nun für die Landwirtschaft genutzten Flächen zu Bodenerosion, da der zuvor durch die Wälder geleistete Schutz nicht mehr gewährleistet war. Dabei wurden die ausgelaugten Oberböden ins Tal geschwemmt und überdeckten die dortigen Felder. Folglich mussten die Anbauflächen im Tal die große Bevölkerung ernähren, was aber kaum mehr möglich war. Vermutlich kam es zu Streit um die fruchtbarsten Felder, bis sich der Zorn der Menschen schließlich auf den König, die vielen Adeligen und deren Hofstaat richtete, die mit ihrem verschwenderischen Lebensstil in dieser Lage immer mehr zu einer Belastung geworden waren. Darauf weisen auch die Spuren eines Brandes hin, der um 850 in der Königsresidenz wütete. Zwar deuten Funde darauf hin, dass einige Adelige noch bis ins späte 10. Jahrhundert ihren Lebensstil halten konnten, doch sank die Bevölkerung kontinuierlich, bis das Tal Mitte des 13. Jahrhunderts vollkommen menschenleer war. Im Gegensatz zu anderen Städten der Maya verhinderten aber hier die klimatischen Verhältnisse, dass die verfallenen Gebäude vollständig vom Urwald überwuchert wurden.

### Liste der Herrscher von Copán
1. K’inich Yax K’uk’ Mo’ („Große-Sonne-Grüner-Quetzal-Ara“), 426 bis ca. 437, nach anderen Angaben vor 435;
2. K’inich Popol Jol oder Hol, auch bekannt als „Herrscher 2“, um 437;
3. „Herrscher 3“, um 455;
4. Ku Ix oder K’al Tuun Hix, um 465;
5. „Herrscher 5“, um 475/476;
6. Muyal Jol („Wolke-Kopf“), auch bekannt als „Herrscher 6“, um 485;
7. B’alam Hehn („Jaguar-Spiegel“ oder „Seerose-Jaguar“), ca. 504 bis 524;
8. „Herrscher 8“, um 551;
9. „Herrscher 9“, 551–553;
10. „Gespaltener Mond Blatt-Jaguar“, 553–578;
11. Butz’ Chan („Rauch-Schlange“ oder „feuerfressende Schlange“), 578–628;
12. „Rauch Imix“ („Rauch-Jaguar Imix-Ungeheuer“), 628–695;
13. Waxaklajuun Ub’aah K’awiil („18 Kaninchen“), 695–736/738;
14. K’ak’ Joplaj Chan K’awiil („Rauch-Affe“), 738–749;
15. K’ak’ Yipyaj Chan K’awiil („Rauch-Muschel“ oder „Rauch-Eichhörnchen“), 749 bis ca. 761/763, verheiratet mit Chak Nik Ye Xook aus Palenque;
16. Yax Pasaj Chan Yoaat („Sonnenaufgang“), auch bekannt als „Yax Pac“, 763 bis ca. 820(?);
17. (Nummer unsicher:) U Kit Took’, vermutlich um 822.[15]

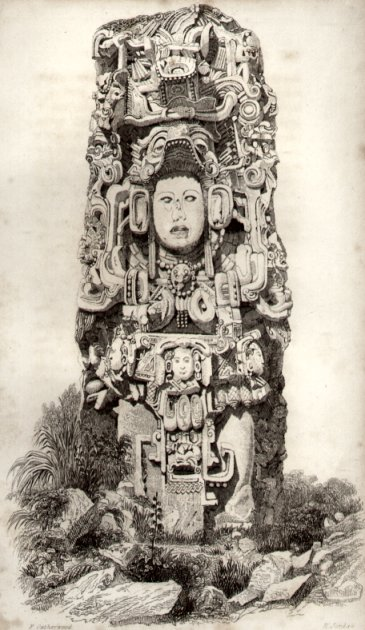
Zeichnung von „Stele N“ von Frederick Catherwood, 1839. Die Stele ist vermutlich König K'ac Yipyaj Chan K'awiil („Rauch-Hörnchen“, 749–763) gewidmet.

## Erforschung

### Wiederentdeckung durch Reisende
Die Stadt Copán wurde bereits 1576 von dem Spanier Diego Garciá de Palacio in seinem Bericht über eine Inspektionsreise in Guatemala und Honduras erstmals erwähnt:

„In der Nähe […] der ersten Stadt in der Provinz Honduras, Copán genannt, finden sich Ruinen und Spuren einer zahlreichen Bevölkerung und beeindruckend schöner Bauten, mit so großem Können errichtet, dass sie niemals von so rohen Leuten errichtet worden sein können wie den heutigen Bewohnern. Sie liegen an einem schönen Fluss in exzellent gewählter Lage.“

Palacio beschreibt unter anderem auch mehrere Figuren, etwa eine Papageienskulptur, die am Fries des Ballspielplatzes angebracht ist, und einige Stelen auf dem Großen Platz. Sein Bericht lagerte seit 1576 in einem spanischen Archiv und erschien erst 1840 in einer nachlässig abgefassten französischen Übersetzung; 1859 veröffentlichte man eine zweisprachige Ausgabe auf Spanisch und Englisch.
Eine erneute Beschreibung der Ruinen tauchte um 1700 auf, doch erst der spanisch-englische Offizier Juan Galindo rückte die Stadt im Jahre 1834 in das öffentliche Interesse. Ab 1839 bereiste John Lloyd Stephens, der damalige Botschafter der Vereinigten Staaten von Amerika in der Zentralamerikanischen Konföderation, zusammen mit dem Zeichner Frederick Catherwood Guatemala und die Halbinsel Yucatán, wobei die beiden zahlreiche verfallene Städte der Maya besuchten und dokumentierten. Stephens hatte Galindos Bericht gelesen, der seine Neugierde geweckt hatte. Copán war die erste von den beiden besuchte Stadt. Als ein spanischer Großgrundbesitzer bald nach der Ankunft sein Besitzrecht über das Gebiet der Stadt geltend machen wollte, kaufte Stephens es ihm für nur 50 US-Dollar ab. Stephens’ Bericht und besonders die detailgetreuen Zeichnungen von Catherwood erregten das Interesse der Öffentlichkeit in hohem Maße; jedoch glaubten viele der damaligen Altamerikanisten, anders als Stephens, dass die Ruinen von Kulturen der alten Welt errichtet worden waren.
Nach Stephens’ Reise wurde die Stadt die folgenden 40 Jahre über einige Male besucht, doch erst Alfred Percival Maudslay brachte die Erforschung ab 1885 wieder nennenswert voran. Maudslay war zuvor „aus Neugierde“ zu einer Reise in das Maya-Gebiet aufgebrochen und kehrte nun zurück, um genauere Forschungen durchzuführen. In Copán fertigte er erstmals einen Plan der Stadt sowie Fotografien einiger Ruinen an. Auch war Maudslay der erste, der die Akropolis als ganzen Gebäudekomplex erkannte und erste Ausgrabungen vornahm. 1889 veröffentlichte er die Ergebnisse seiner Untersuchungen in dem Werk Biologia Centrali-Americana – Archaeology, das vom Peabody Museum of Archaeology and Ethnology verlegt wurde.

### Frühe Ausgrabungen
Charles P. Bowditch, ein Ethnologe vom Peabody-Museum, erwarb 1891 für zehn Jahre die Rechte dafür, Ausgrabungen in Copán vornehmen zu dürfen. Bevor die Regierung von Honduras aufgrund einer politischen Krise vier Jahre später diese Rechte vorzeitig widerrief, fanden die Archäologen, unter ihnen auch Maudslay, über ein halbes Dutzend zuvor unbekannter Stelen und begann mit der Erforschung der Hieroglyphentreppe von Tempel 26. Zudem fand man auch mehrere, bislang unentdeckte Inschriften an den Wänden einiger anderer Tempel. George B. Gordon, einer der Expeditionsleiter, fertigte die erste topographische Karte des Copán-Tals an.

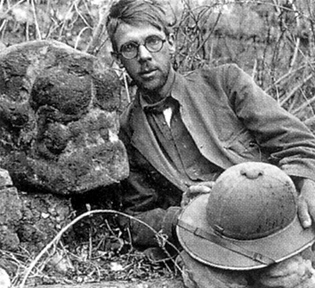
Sylvanus G. Morley in Copán (Foto von 1912)

Nach dem Ende der Peabody-Expedition befasste sich der Amerikaner Herbert J. Spinden vor allem mit den Stelen und ihren Gravuren und Verzierungen. Er konnte anhand der unzähligen Darstellung die künstlerische Entwicklung der Darstellungen auf den Stelen rekonstruieren und fand dadurch eine Möglichkeit, die Richtigkeit von entzifferten Kalenderdaten zu überprüfen. Seine Arbeit wurde von dem jungen Archäologen Sylvanus Griswold Morley fortgeführt, der Copán im Auftrag der Carnegie Institution of Washington zwischen 1910 und 1919 insgesamt sieben Mal besuchte und dabei die Inschriften von jedem damals zugänglichen Gebäude genauestens untersuchte. In dem 1920 herausgegebenen Bericht The Inscriptions at Copán stellte er seine Funde dar und versuchte, den Inschriften einige Kalenderdaten zu entnehmen. Mit seiner Ansicht, jedes Gebäude sei zur „Markierung“ eines neuen Zeitabschnitts errichtet worden, beeinflusste er andere Maya-Forscher für Jahrzehnte. Ebenso verhielt es sich mit der Folgerung, die Maya seien von Priesterkönigen regiert worden, die sich vor allem mit astronomischen Beobachtungen beschäftigt und keine Kriege geführt hätten.
1935 startete die Carnegie Institution ein umfangreiches Restaurierungsprogramm. In den folgenden Jahren wurden so unter anderem der Ballspielplatz und die Hieroglyphentreppe restauriert. Auch wurde unter anderem die Akropolis durch einen Damm und die von der honduranischen Regierung vorgenommene Umleitung des Río Copán Ende der dreißiger Jahre vor der Abtragung durch die Wassermassen geschützt. Die Forschungsleitung hatte zu dieser Zeit Gustav Stromsvik inne, dessen Initiative es auch zu verdanken ist, dass das Stadtzentrum vollständig freigelegt wurde und man das Museum von Copán auf dem Gelände der Ruinenstätte einrichtete. In den frühen vierziger Jahren kam auch die russisch-amerikanische Architektin Tatiana Avenirovna Proskouriakoff nach Copán. Sie beschäftigte sich hauptsächlich mit Skulpturen und Reliefs, aber auch mit der Rekonstruktion einzelner Ruinen; ihr Hauptverdienst war allerdings der Durchbruch bei der Entzifferung der Maya-Schrift. Von den frühen fünfziger bis in die siebziger Jahre hinein übernahmen dann Archäologen vom Instituto Hondureño de Antropología e Historia („Honduranisches Institut für Anthropologie und Geschichte“) die Forschungsarbeiten.

### Forschungsprojekte der neueren Zeit
Nachdem die honduranische Regierung die Erlaubnis zur Restaurierung erteilt hatte, nehmen seit 1975 Archäologen aus verschiedenen Ländern in Zusammenarbeit mit dem Institut für Anthropologie und Geschichte in Honduras mehrere Projekte in Angriff. Phase I des Proyecto Arqueologico Copán („PAC I“, 1977–80) bemühte sich vor allem um die Kartierung der vielen noch unerforschten Erdhügel, auch entlang des Copán-Tals. Danach („PAC II“, 1980–85) wurde versucht, die Entwicklung des Bevölkerungswachstums und der Landnutzung auf einer Fläche von 135 Quadratkilometern zu erforschen, was zur Rekonstruktion der wirtschaftlichen und politischen Entwicklung beitragen sollte. Gleichzeitig unternahmen die Forscher von der University of Pennsylvania Ausgrabungen auf dem Gelände des Palastes in der Hauptgruppe, was demselben Ziel dienen sollte.
Seit Ende der achtziger Jahre konzentriert sich die Aufmerksamkeit der Forscher vor allem auf die Akropolis. 1989 begann man mit der systematischen Untertunnelung der Akropolis und stieß noch im selben Jahr auf ein Gebäude, das von den Maya lange nach seinem Bau mit dem heute noch an der Erdoberfläche sichtbaren Tempel 16 überbaut worden war. Das „Rosalila“ getaufte Bauwerk wurde 573 errichtet und war eine Huldigung an den ersten König der Dynastie von Copán. Es gilt als das am besten erhaltene Gebäude im gesamten Gebiet der Maya.
Seit den neunziger Jahren entwickelte sich das Tunnelsystem zu einem wahren Labyrinth. Die Archäologen des Early Copán Acropolis Program unter der Leitung von David Sedat von der University of Pennsylvania fanden dabei mehrere Königsgräber aus der Frühklassik, die auch noch reiche Grabbeigaben enthielten. Mittlerweile wurde Copán auch für Touristen geöffnet, wobei die Forschungen unverändert weitergeführt werden.